# Alberto Bravo
Alberto Bravo Lihuedé war ein chilenischer Fußballspieler auf der Position eines Stürmers.

## Karriere
Alberto Bravo lief von 1933 bis 1935 für CSD Colo-Colo auf und gewann im Juli 1933 die Copa César Seoane 1933. Zuvor hatte er für Audax Italiano gespielt. In der ersten Primera-División-Saison bestritt er für Colo-Colo fünf Saisonspiele und erzielte sechs Tore. Nach den regulären Spielen waren CD Magallanes und Colo-Colo punktgleich, so dass es zum Entscheidungsspiel um die Meisterschaft kam. In der 6. Spielminute traf Bravo zur Führung, jedoch drehte Magallanes das Spiel und wurde Meister. Weitere Karrierestationen sind nicht bekannt.

## Erfolge
Colo-Colo
- Copa César Seoane: 1933